# Jean Oporin

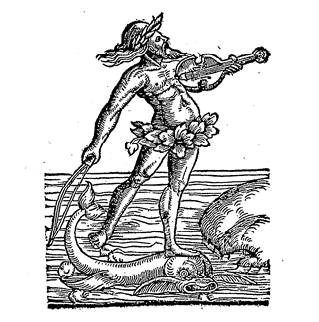
Arion, marque de l’imprimerie d'Oporinus tirée d'un exemplaire des Centuries de Magdebourg, 1556

Johannes Herbst dit Johannes Oporinus ou Jean Oporin, né le 25 janvier 1507 à Bâle et mort dans la même ville le 6 juillet 1568, était un imprimeur, latiniste et humaniste suisse. On lui doit l'édition de nombreux travaux importants d'humanistes, de théologiens réformés et de scientifiques de son temps ainsi que celle de textes anciens.
Il est notamment l'imprimeur de la première version latine du Coran (1542) et de la première anatomie scientifique d'André Vésale (1543).

## Biographie
Johannes Herbst est le fils du peintre Hans Herbst (de). Il entame sa scolarité à Strasbourg où il s'initie au latin et au grec, la poursuit à Bâle puis obtient un poste de répétiteur à l’abbaye cistercienne de Saint-Urbain, près de Lucerne. Suivant la mode de l'époque, il traduit son nom allemand — qui signifie « automne » — par son équivalent grec Oporinus. De retour à Bâle avec son ami Johannes Zimmermann dit Xylotectus qui est favorable aux idées réformées, il est travaille pour le fameux imprimeur bâlois Johann Froben pour lequel il travaille comme correcteur et transcrit et compile les œuvres des Pères grecs dont Froben projette l'impression. Il se tourne alors vers l'étude de la médecine et devient l'assistant — le famulus — de Paracelse qu'il suit un temps mais dont les extravagances l'en détournent. À la demande de Jean Wier, Oporinus brosse un portrait du médecin qui est assez peu flatteur en 1555 et circule beaucoup.
En 1533, Il sollicite un poste d'enseignant à Bâle et obtient par l'entremise de Simon Grynaeus une chaire de grec à l'université de Bâle. Il quitte l'université et s'associe avec son parent Robert Winter, Thomas Platter et Wolfgang Lazius entre 1535 et 1537 pour créer une imprimerie qui acquiert rapidement une grande renommée mais est lourdement endettée.
Il fonde sa propre imprimerie en 1542 dont la marque est constituée d'une représentation d'Arion sur le dauphin. Il édite de nombreux ouvrages, rarement en allemand, parmi lesquels on trouve la première version latine imprimée du Coran, celle de Theodor Bibliander, en 1542. Il imprime également De humani corporis fabrica d'André Vésale, première anatomie scientifique, en 1543, les Centuries de Magdebourg qui proposent une version luthérienne de l'Histoire de l'Église, les œuvres d'historiens byzantins ou encore des textes plus polémiques s'inscrivant dans les luttes confessionnelles de l'époque, avec des ouvrages et libelles de Guillaume Postel, Celio Secondo Curione ou le De haereticis que Sébastien Castellion écrit contre la condamnation au bûcher de Michel Servet.
Oporinus étant criblé de dettes doit revendre son imprimerie en 1567 et elle continuera dès lors ses activités sous le nom d'« Officina Oporiniana ». Oporinus meurt le 6 juillet de l'année suivante. Son éloge funèbre est prononcé par le théologien réformé Simon Sulzer (de) et il est inhumé près de Didier Érasme et de Simon Grynaeus.

Marques de Oporinus
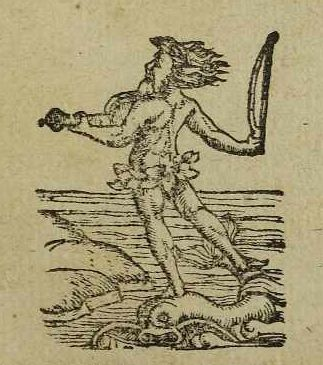
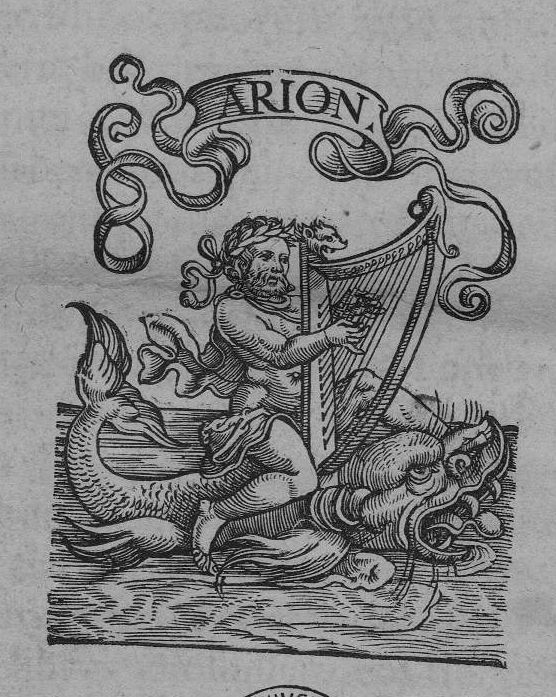
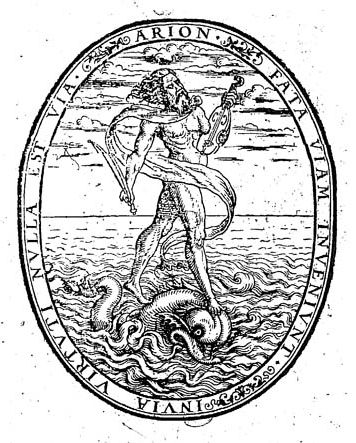

### Parentèle
En 1527, il épouse en premières noces Margarethe Feer, la veuve de son ami Xylotectus puis, après le décès de celle-ci, Maria Nochpur avec laquelle il vit près de trente ans. À la mort de cette dernière, il épouse la veuve de l'imprimeur Johann Herwagen dit Hervagius, qui meurt à son tour quelques mois plus tard ; il épouse enfin Faustina Iselin, la fille du polymathe humaniste Boniface Amerbach. Jean Oporin est par ailleurs l'oncle maternel du fondateur d'une dynastie de médecins suisses, Theodor Zwinger, par le mariage de sa sœur, Chrétienne Herbster, avec Leonard Zwinger après le décès duquel elle épouse Conrad Lycosthenes.

## Sources partielles
- Martin Steinmann, « Oporin, Jean » dans le Dictionnaire historique de la Suisse en ligne.
- Louis-Gabriel Michaud, Biographie universelle ancienne et moderne, tome 31, 1843, pp. 298-299, article en ligne